# Подвис (община Кичево)
Вижте пояснителната страница за други значения на Подвис.
По̀двис (на македонска литературна норма: Подвис; на албански: Podvisi) е село в община Кичево, в западната част на Северна Македония.

## География
Селото е разположено в областта Горна Копачка на десния бряг на река Треска (Голема).

## История
На километър западно от селото е античната и средновековна крепост Градище.
В XIX век Подвис е чисто българско село в Кичевска каза на Османската империя. Църквата „Свети Атанасий“ е от средата на XIX век. В „Етнография на вилаетите Адрианопол, Монастир и Салоника“, издадена в Константинопол в 1878 година и отразяваща статистиката на населението от 1873 година Подвиз (Podvize) е посочено като село с 19 домакинства със 78 жители българи.
Според статистиката на Васил Кънчов („Македония. Етнография и статистика“) към 1900 година в Подвис живеят 304 българи-християни.
На Етнографската карта на Битолския вилает на Картографския институт в София от 1901 година Подвис е чисто българско село в Кичевската каза на Битолския санджак с 40 къщи.
Цялото село e под върховенството на Българската екзархия. По данни на секретаря на екзархията Димитър Мишев („La Macédoine et sa Population Chrétienne“) в 1905 година в Подвиз (Podviz) има 280 българи екзархисти.
Статистика, изготвена от кичевския училищен инспектор Кръстю Димчев през лятото на 1909 година, дава следните данни за Подвис:
| Домакинства | Гурбетчии | Грамотни | Грамотни | Грамотни | Неграмотни | Неграмотни | Неграмотни |
| Домакинства | Гурбетчии | мъже     | жени     | общо     | мъже       | жени       | общо       |
| ----------- | --------- | -------- | -------- | -------- | ---------- | ---------- | ---------- |
| 37          | 20        | 39       | 13       | 52       | 59         | 84         | 143        |

При избухването на Балканската война 9 души от Подвис са доброволци в Македоно-одринското опълчение.
След Междусъюзническата война в 1913 година селото попада в Сърбия.
По време на българското управление на Вардарска Македония през Първата световна война Подвис е част от Бръжданска община в Кичевска околия и има 207 жители.
На етническата си карта на Северозападна Македония в 1929 година Афанасий Селишчев отбелязва Подвис като българско село.
Според преброяването от 2002 година селото има 72 жители – 71 македонци и 1 сърбин.
От 1996 до 2013 година селото е част от община Другово.

## Личности
Родени в Подвис
- Арсо Мицков (? – 1905), български революционер
- Дончо Мицков, български революционер
- Любе Настев Наумов, български революционер от ВМОРО[13]
- Стоян Поппетров (1874 – 1913), български революционер и духовник, кичевски войвода на ВМОРО, игумен на Кичевския манастир
- Трене Томев Трайков, български революционер от ВМОРО[14]